# Alepia arenivaga
Alepia arenivaga är en tvåvingeart som beskrevs av Freddy Bravo 2008. Alepia arenivaga ingår i släktet Alepia och familjen fjärilsmyggor. Inga underarter finns listade i Catalogue of Life.